# (235281) 2003 UV17
(235281) 2003 UV17 est un astéroïde de la ceinture principale.

## Désignation et nom
Cet astéroïde était nommé Jackwilliamson, en l'honneur de l'écrivain de science-fiction américain Jack Williamson, jusqu'à la révocation de son nom le 25 septembre 2023 étant donné que l'astéroïde (5516) Jawilliamson était déjà nommé en l'honneur de Jack Williamson.

## Description
(235281) 2003 UV17 est un astéroïde de la ceinture principale. Il fut découvert par Bernard Christophe le 18 octobre 2003 à l'observatoire de Saint-Sulpice. Il présente une orbite caractérisée par un demi-grand axe de 3,15 UA, une excentricité de 0,225 et une inclinaison de 26,09° par rapport à l'écliptique.

## Compléments